# Dekanat Łany
Dekanat Łany – dekanat w rzymskokatolickiej diecezji opolskiej.
W skład dekanatu wchodzi 11 parafii:
- parafia św. Marii Magdaleny→ Długomiłowice
- parafia św. Apostołów Szymona i Judy Tadeusza → Gierałtowice
- parafia św. Piotra i Pawła → Grzędzin
- parafia Św. Bartłomieja → Łany
- parafia Trójcy Świętej → Modzurów
- parafia Najświętszego Serca Pana Jezusa → Nieznaszyn
- parafia Ducha Świętego → Ostrożnica
- parafia Wniebowzięcia Najświętszej Maryi Panny → Polska Cerekiew
- parafia św. Antoniego Padewskiego → Roszowicki Las
- parafia św. Jerzego → Sławików
- parafia św. Mikołaja → Zakrzów